# Arbeitsgericht Ueckermünde
Das Arbeitsgericht Ueckermünde war ein Gericht der Arbeitsgerichtsbarkeit mit Sitz in Ueckermünde.

## Geschichte
Gemäß Arbeitsgerichtsgesetz vom 23. Dezember 1926 wurden in Deutschland Arbeitsgerichte gebildet. Diese waren nur in der ersten Instanz organisatorisch selbstständige Gerichte, die Landesarbeitsgerichte waren den Landgerichten zugeordnet. Am Landgericht Stettin entstand so 1927 das Landesarbeitsgericht Stettin als eines von zwei Landesarbeitsgerichten im Bezirk des Oberlandesgerichtes Stettin. In Ueckermünde entstand das Arbeitsgericht Ueckermünde. Sein Sprengel umfasste den Bezirke der Amtsgerichte Pasewalk und Ueckermünde. Es bestand jeweils eine Kammer für Arbeiter, für Angestellte und für Handwerk.
Nach der Besetzung Deutschlands durch die Alliierten wurden 1945 zunächst alle Gerichte geschlossen. Die ordentlichen Gerichte wurden schon bald wieder eröffnet, während die Arbeitsgerichte zunächst außer in Hamburg nicht wieder eingerichtet wurden, so dass arbeitsgerichtliche Streitigkeiten von den ordentlichen Gerichten erledigt werden mussten. Gemäß Kontrollratsgesetz 21 sollten in Deutschland Arbeitsgerichte aufgebaut werden. In Ueckermünde wurde das Arbeitsgericht neu gebildet. In der DDR bestanden 1952 bis 1963 Arbeitsgerichte auf Kreis- und Bezirksebene. Nachdem diese 1963 in die Kreis- und Bezirksgerichte integriert worden waren, gab es keine gesonderten Arbeitsgerichte mehr.
Nach der Wende wurden mit dem Gerichtsstrukturgesetz vom 19. März 1991 wieder Arbeitsgerichte geschaffen. In Ueckermünde entstand kein Arbeitsgericht neu.